# دره میرحیدر
دُرّه میرحیدر استاد و پژوهشگر برجستهٔ رشته جغرافیای سیاسی در دانشگاه تهران، عضو وابسته فرهنگستان علوم ایران، عضو مؤسس انجمن جغرافیدانان ایران و از چهره‌های ماندگار در رشتهٔ جغرافیا است. او نویسنده چندین کتاب و ده‌ها مقاله در رشته جغرافیای سیاسی، و دریافت‌کننده جایزه‌های «کتاب سال» (۱۳۷۰) و «کتاب برگزیده دانشگاهی«(۱۳۸۰) است. وی همچنین در زمینه ترجمه کتاب‌های علمی به فارسی فعال است و در سال ۱۳۷۰ تقدیرنامه بهترین مترجم زن را از دانشگاه الزهرا دریافت کرد. وی نگارنده مقدمه و مشاور ایرانی کتاب IRAN چاپ مؤسسه نشنال جیاگرفیک است.
دره میرحیدر دارای مدارک کارشناسی از دانشگاه تهران و کارشناسی ارشد از دانشگاه ایالتی اوهایو (آمریکا) است، و دکترا خود را از دانشگاه ایندیانا (آمریکا) در رشته جغرافیای سیاسی دریافت کرد و به عنوان نخستین متخصص این رشته در سال ۱۳۴۲ در دانشگاه تهران مشغول به تدریس و پژوهش گردید.

## زندگی
درّه میرحیدر در سال ۱۳۱۳ در کرمانشاه چشم به جهان گشود. تحصیلات ابتدایی را در این شهر به پایان برد و پس از دوره متوسطه به دانشسرای مقدماتی کرمانشاه راه یافت، ولی پس از گذراندن دوره مربوطه از کار معلمی صرف نظر کرد. پس از مهاجرت خانوادگی، دیپلم ادبی را در سال ۱۳۲۹ در تهران اخذ کرده و در رشته تاریخ و جغرافیای دانشگاه تهران پذیرفته شد.
در سال ۱۳۳۲ تحصیلاتش را با درجه ممتاز به پایان رساند و پس از دریافت مدرک کارشناسی، در سال ۱۳۳۵ مطابق مصوبه قانونی، به همراه تعداد دیگری از نفرات ممتاز سایر رشته‌ها و به عنوان بورسیه برای ادامه تحصیل به کشور آمریکا رفت.
در بدو ورود به آمریکا، ابتدا شهادت‌نامهٔ زبان انگلیسی را از مؤسسه زبان دانشگاه میشیگان واقع در شهر ان آربور دریافت کرد. سپس در دانشگاه ایالتی اوهایو در شهر کلمبوس که در زمینه تدریس جغرافیای خاورمیانه اشتهار داشت، در رشته جغرافیا به تحصیل پرداخت و در سال ۱۹۶۰ مدرک کارشناسی ارشد خود را دریافت کرد. دره میرحیدر پایان‌نامه‌اش را با عنوان «مسائل راههای ارتباطی در ایران» زیر نظر پروفسور رندال تکمیل کرد؛ استادی که به منطقه خاورمیانه و ایران هم سفر کرده‌است.
دره میرحیدر تحصیل در مقطع دکترا را در دانشگاه ایندیانا در شهر بلومینگتون پی‌گرفت، دانشگاهی که به خاطر حضور استادانی همچون پروفسور کیمبل و پروفسور پاندز از دانشگاه‌های شناخته‌شده در زمینه آموزش و پژوهش جغرافیا به‌شمار می‌آمد. تخصص اصلی او جغرافیای سیاسی و تخصص فرعی و منطقه‌ای او با توجه به ایرانی بودنش، در زمینه «منطقه خلیج فارس و خاورمیانه» بود.
عنوان پایان‌نامه دکترای دره میرحید «عوامل جغرافیایی مؤثر بر بقای سیاسی ایران» بود که در سال ۱۹۶۲ با درجه عالی از آن دفاع کرد. با همین پیش‌زمینه و تخصص، پس از بازگشت به ایران برای نخستین بار جغرافیای سیاسی را به شکل سیستماتیک و مدرن به دانشجویان ایرانی آموزش داد و از این جهت ترویج رشته جغرافیای سیاسی مدرن در ایران مدیون دره میرحیدر است.

## فعالیت‌های علمی
دره میرحیدر با تألیف کتاب اصول و مبانی جغرافیای سیاسی در سال ۱۳۴۷، نخستین کتاب دانشگاهی و علمی را به زبان فارسی در این رشته ارائه نمود. انتشار این کتاب، گامی بلند ‌در اعتلای علمی جغرافیای سیاسی ایران و نقطه عطفی در روند تفکرات جغرافیای سیاسی در ‌ایران به‌شمار می‌آید. از دیگر تألیفات وی می‌توان مبانی جغرافیای سیاسی در سال ۱۳۷۱، جغرافیای سیاسی برای دانش آموزان دبیرستان سال سوم نظام جدید در سال ۱۳۷۱ و مفاهیم بنیادی در جغرافیای سیاسی در سال ۱۳۸۶ را نام برد.
وی همچنین نگارنده مقدمه و مشاور ایرانی کتاب IRAN از مجموعه کتابهای Countries of the World است که در سال ۲۰۰۸ از سوی مؤسسه نشنال جیاگرفیک منتشر شد.
میرحیدر در سال ۱۳۷۰ بهترین مترجم زن در دانشگاه الزهرا شناخته شد. وی همچنین جایزه بهترین کتاب سال را در سال ۱۳۷۰ و جایزه کتاب برگزیده دانشگاهی را در سال ۱۳۸۰ دریافت نمود. در سال ۱۳۸۴ از وی به عنوان چهره ماندگار جغرافیا به انتخاب جامعه جغرافیدانان ایران تقدیر به عمل آمد. دره میرحیدر ۵۲ عنوان مقاله به زبان فارسی و ۸ عنوان مقاله به زبان انگلیسی به چاپ رسانده‌است. وی همچنین ۳۷ عنوان سخنرانی در دانشگاه‌ها و مجامع علمی و بین‌المللی در کارنامه خود دارد.
وی عضو وابسته فرهنگستان علوم جمهوری اسلامی ایران و عضو مؤسس انجمن جغرافیدانان ایران است. ترجمه کتاب‌های جهان سوم و کشورهای پیشرفته، گرایش‌های تازه در جغرافیای سیاسی، جغرافیای سیاسی خاورمیانه و شمال آفریقا و درآمدی نو بر جغرافیای سیاسی نیز از کارهای او است.
دکتر دره میرحیدر سالها با درجه استادی در دانشگاه تهران مشغول به تدریس بود و اکنون بازنشسته شده است.

## منبع
- فصلنامه علمی-پژوهشی تحقیقات جغرافیایی. مشهد: مؤسسه چاپ و انتشارات آستان قدس رضوی، سال بیستم، شماره ۱، صص ۵-۱۵، بهار ۱۳۸۴.
- روزنامه ایران، شماره ۳۳۱۴، شنبه ۲۸ آبان ۱۳۸۴